# 林区富尔特
林区富尔特（德語：Furth im Wald，發音：[ˈfʊʁt ʔɪm ˈvalt] ⓘ）是德国巴伐利亚州上普法尔茨行政区卡姆县的城市，面积67.06平方千米，2023年12月31日人口为8,998人。